# Senja
Senja (samisk Sážža) er en ø, og efter kommunereformen i Norge 2020 en kommune, der ligger i Troms og Finnmark fylke. Kommunen har 	15.025 indbyggere (2017), og omfatter de tidligere kommuner Berg, Torsken, Tranøy og Lenvik.
Den er Norges næststørste ø (bortset fra Svalbard) med et areal på 1.586,3 km². Befolkningstyngdepunktet er langs Gisundet på indersiden af øen. Her ligger også den største by, Silsand. Det største fiskeleje er Gryllefjord i Torsken kommune, som om sommeren har færgeforbindelse med Andøya i Vesterålen.

## Geografi
Senja har et varieret landskab og er blevet kaldt et "Norge i miniature". Ydersiden er præget af dramatiske bjerge, som går lige ned til havet, men også af idyllisk skærgård og flotte sandstrande. På indersiden er der frugtbar jord og et venligt landskab med bølgende bakker og birkeskov. Inde i dalene ligger hyggelige bygder og småbrug. På Syd-Senja ligger Ånderdalen nationalpark.

## Stednavnet
Stednavnet Senja går sandsynligvis tilbage til norrønt *Senja, men dets ophav er usikkert. Sprogligt kan Senja stamme fra norrønt sundr (= sønder, sønderslidt, oprevet). Geografisk passer det godt med, at Senja er stærkt spaltet i fjorde og bugter. Navnet genfindes i Senionne fra 1367 og Senien fra 1490.

## Seværdigheder
På Senja er der flere museer, de fleste hører under Senjamuseet, som er en afdeling af Midt-Troms Museum. Blandt disse hører Samemuseet i Kaperdalen, Hofsøya Bygdemuseum, Kveitmuseet og Gammelbutikken i Skrolsvik og Senjehesten Kystforsvarsmuseum. På Skaland er der desuden bjergværksmuseum. Øen er rig på seværdigheder, både når det gælder natur og historie. Man kan for eksempel nævne Senjens Nikkelværk ved Hamn, hvor verdens første vandkraftværk blev startet i 1882. Den gang tænkte man ikke på at bruge strøm til andet end belysning, så kraftværket leverede kun strøm nok til at drive otte lysbuelamper.

## Industri
Naturligt nok er fiskeindustrien dominerende på Senja, og specielt Nergårdkoncernens anlæg i Senjahopen beskæftiger mange. På Skaland er der grubedrift, hvor man udvinder grafit. Grafitværket udvidede for nylig driften efter at man fandt nye forekomster ved Trælen, nordvest for Skaland.

## Handel og samfærdsel
Beboerne på Senja har via Gisundbroen færgefri vejforbindelse til fastlandet over Gisundet til Finnsnes, som er den nærmeste større by. Byen fungerer som handelscenter for hele Midt-Tromsregionen, Senja inkluderet. Men øen har også forbindelse med de andre byer i fylket. På Lysnes på Nord-Senja har man hurtigbådsforbindelse med Tromsø, en tur som tager omkring 50 minutter. Fra bygderne Flakstadvåg og Skrolsvik på vest- og sydsiden af øen går der desuden hurtigbåd til Harstad. Og om sommeren går der færger mellem Nord-Senja og Kvaløya og mellem Syd-Senja og Harstad.
Senja har eget rutebilselskab, Senja Rutebil AS med hovedkontor i Vangsvik i Tranøy.

## Uddannelse
Senja har videregående skole på Gibostad, med studieretninger indenfor naturbrug, elektrofag og teknik og industriel produktion. Dertil er der to videregående skoler, samt studiecenter med decentraliseret højskoleuddannelse i Finnsnes på fastlandet.

## Bygder
- De største bosætninger: (indbyggertal 2006)
  - Silsand, Lenvik, 1283 indb.
  - Gryllefjord, Torsken, 414 indb.
  - Gibostad, Lenvik, 366 indb.
  - Senjahopen, Berg, 315 indb.
  - Husøy, Lenvik, 240 indb.
  - Skaland, Berg, 232 indb.
  - Fjordgård, Lenvik, 216 indb.
- Landsbyer:
  - Stonglandseidet, Tranøy, 199 indb.
  - Torsken, 188 indb.
  - Mefjordvær, Berg, 157 indb.
  - Medby, Torsken, 148 indb.
  - Sifjord, Torsken, 115 indb.
  - Grunnfarnes, Torsken, 90 indb.
  - Rødsand, Tranøy, 83 indb.
- Vidstrakte bygdsamfund med mere end 200 indbyggere:
  - Botnhamn, Lenvik, 361 indb.
  - Grasmyr, Lenvik, 240 indb.
  - Vangsvik, Tranøy, 345 indb.